# Fred Mraz
Fred Mraz je američki film iz 2007. godine kojeg je režirao David Dobkin. Scenarij su napisali Dan Fogelman i Jessie Nelson.

## Uloge
- Vince Vaughn kao Frederick "Fred" Mraz
  - Liam James kao Mladi Fred
- Paul Giamatti kao Nicholas Nick Claus
  - Theo Stevenson kao mladi Nick
- Miranda Richardson kao gđa Annette Claus
- Kathy Bates i Trevor Peacock kao majka i otac Claus, Fredovi i Nickovi roditelji
- Rachel Weisz kao Wanda Blinkowski
- John Michael Higgins kao Willy
- Kevin Spacey kao Clyde Northcutt
- Elizabeth Banks kao Charlene
- Bobb'e J. Thompson kao Samuel Slam Gibbons
- Chris 'Ludacris' Bridges-DJ Donnie
- Allan Corduner-Dr. Goldfarb
- Frank Stallone, Roger Clinton, Jr., and Stephen Baldwin kao oni sami
- Jeffrey Dean Morgan